# Psaliodes orozcoa
Psaliodes orozcoa là một loài bướm đêm trong họ Geometridae.